# Nick Fuentes
Nicholas Joseph Fuentes (* 18. srpna 1998 Illinois) je americký politický komentátor, streamer a bývalý youtuber, který je často označován jako zastánce názoru nadřazenosti bílé rasy. Jeho kanál na YouTube byl v únoru 2020 trvale pozastaven kvůli porušení zásad týkajících se nenávistných projevů. Zastává antisemitské názory a popírá holocaust. Sám sebe označuje za člena subkultury incel a za příznivce autoritářské vlády.
V roce 2020 začal ve snaze konkurovat Conservative Political Action Conference pořádat každoroční America First Political Action Conference (AFPAC). Byl účastníkem a řečníkem na akcích předcházejících útoku na Kapitol Spojených států v roce 2021. Zúčastnil se také shromáždění bělošských supremacistů v Charlottesville v roce 2017. Podporoval používání ironie mezi bělošskými etnonacionalistickými skupinami.

## Raný život a vzdělání
Navštěvoval Lyons Township High School ve Western Springs ve státě Illinois, kde byl předsedou studentské rady. Studoval mezinárodní vztahy a politiku na Bostonské univerzitě. V srpnu 2017 opustil univerzitu poté, co tvrdil, že mu bylo vyhrožováno za účast na shromáždění bělošských supremacistů v Charlottesville. Na podzim 2017 požádal o přijetí na Auburn University, ale svůj zápis nepotvrdil. Je římským katolíkem a z otcovy strany mexického původu.

## Politika
Fuentese podpořila konzervativní komentátorka Michelle Malkin, která souhlasila, že vystoupí na jeho první výroční konferenci America First Political Action Conference (AFPAC) v únoru 2020 a na druhé konferenci v únoru 2021. V listopadu 2019 byla Malkin po 17 letech zaměstnání propuštěna z nadace Young America's Foundation kvůli své podpoře Fuentese.
V prosinci 2020 se údajně pohádal během letu kvůli povinnosti nosit účinnou ochranu dýchacích cest.
Po deplatformování hlavních poskytovatelů, jako je YouTube, Facebook, Instagram a dokonce i DLive, oblíbené platformy neonacistů a bílých supremacistů, Fuentes ve spolupráci s Alexem Jonesem spustil v říjnu 2021 vlastní platformu pro živé vysílání Cozy.tv. Od té doby Fuentes nasbíral na Cozy.tv a Telegramu 45 000 odběratelů a novinářka Tess Owens ho stylizuje do role „klíčové osoby ultranacionalistického mládežnického hnutí“.
V prosinci 2021 platforma Gettr trvale pozastavila Fuentesovi činnost. Platforma se setkala s odporem ze strany Fuentesovy fanouškovské základny i senátorky státu Arizona Wendy Rogers, která napsala: „Jaký smysl má alternativa ke Twitteru, která nectí ani svobodu projevu...?“ Platforma následně zakázala veškeré používání slova „goyper“.
V únoru 2022 platforma Truth Social ověřila Fuentesův účet.

### Dezinformace o covidu-19
Často šířil konspirační teorie a dezinformace týkající se vakcín proti covidu-19, které schválila FDA. Na shromáždění v New Yorku řekl davu svých příznivců: „Budou mě muset zabít, než dostanu tuto vakcínu. Chci na vás jen zapůsobit, jak je situace vážná. Mluvíte o genové terapii ve vašich žilách“. Na demonstracích měl na sobě neprůstřelnou vestu a tvrdil, že je v ohrožení života.

## Názory
V prosinci 2019 obtěžoval konzervativního politického komentátora Bena Shapira, který byl v té době se svou rodinou, před akcí TPUSA ve West Palm Beach na Floridě. Fuentes se Shapira zeptal, proč na Stanfordově univerzitě pronesl projev, v němž ho hanobil. Setkání bylo natočeno a vedlo ke kritice Fuentese.
V dokumentu pro BBC, který byl odvysílán v roce 2022, řekl tazateli Louisi Therouxovi, že by podle něj bylo lepší, kdyby ženy neměly volební právo.
Dne 10. března pochválil „cara Putina“ za ruskou invazi na Ukrajinu v roce 2022, která podle něj měla „osvobodit Ukrajinu od velkého satana a od říše zla na světě, kterou jsou Spojené státy“. Dne 14. května 2022 na svém účtu na Telegramu tvrdil, že střelba v Buffalu v roce 2022 byla operací pod falešnou vlajkou.